# 크리처 코만도스
《크리처 코만도스》(영어: Creature Commandos)는 맥스에서 2024년 12월부터 방영된 미국의 애니메이션 시리즈이다. DC 유니버스(DCU)의 첫 번째 작품이다.

## 성우진
| 배역              | 영어 성우       |
| ----------------- | --------------- |
| 존 이코노모스     | 스티브 에이지   |
| 일라나 로스토비치 | 마리야 바칼로바 |
| 키르케            | 애니아 찰로트라 |
| 니나 매저스키     | 조이 차오       |
| 릭 플래그 시니어  | 프랭크 그릴로   |
| 지아이 로봇       | 숀 건           |
| 위즐              | 숀 건           |
| 에릭 프랑켄슈타인 | 데이비드 하버   |
| 닥터 포스포러스   | 앨런 튜딕       |
| 신부              | 인디라 바마     |
| 어맨다 월러       | 비올라 데이비스 |